# (73992) 1998 FK1
1998 أف كي 1 (ويعرف أيضًا باسم (73992) 1998 أف كي 1 وفق تسمية الكوكب الصغير) (بالإنجليزية: 1998 FK1)‏ هو كويكب ضمن حزام الكويكبات؛ وترتيبه 73992 من حيث الاكتشاف.
اكتُشف هذا الجُرم الفلكي بواسطة Frank B. Zoltowski ‏ في 20 مارس 1998.

## وصلات خارجية
- (73992) 1998 FK1 في قاعدة بيانات مختبر الدفع النفاث لأجرام النظام الشمسي الصغيرة

- الاكتشاف · مخطط المدار ·  العناصر المدارية · المعلمات المادية

- (73992) 1998 FK1 على موقع ويكي سكاي: DSS2, SDSS, GALEX, IRAS, Hydrogen α, X-Ray, Astrophoto, Sky Map, Articles and images